# Maria Luisa de Parma
Maria Luisa de Parma, regină a Spaniei (n. 9 decembrie 1751, Parma, Ducatul Parmei – d. 2 ianuarie 1819, Roma, Statele Papale) a fost soția regelui Carol al IV-lea al Spaniei. A fost fiica cea mică a Ducelui Filip de Parma și a soției lui Prințesa Louise Élisabeth a Franței, fiica cea mare a regelui Ludovic al XV-lea al Franței.

## Biografie

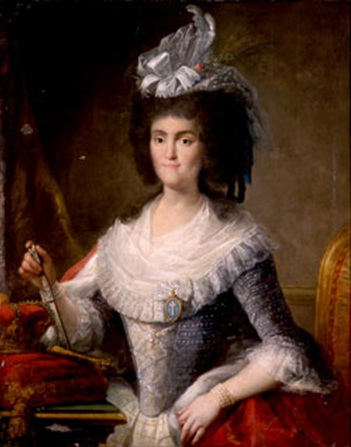
Prințesa Maria Luisa

Maria Luisa s-a născut la Parma, Italia. Părinții ei au fost Ducele și Ducesa de Parma. Cu trei ani înaintea nașterii ei, bourbonii au primit Ducatul de Parma prin Tratatul de la Aix-la-Chapelle; anterior ducatul fusese deținut de Austria. Mama ei, prințesă a Franței, a încercat s-o căsătorească cu Ducele de Bourgogne, moștenitor al tronului Franței. Totuși, tânărul duce a murit în 1761 așa că, în 1762 Maria Luisa s-a logodit cu Prințul de Asturia, care mai târziu a devenit regele Carol al IV-lea al Spaniei.  
Căsătoria a avut loc la 4 septembrie 1766 la platul La Granja. 
Cum în acea vreme nu exista nici o regină a Spaniei (regina Maria Amalia de Saxonia murise în 1760 după doar un an de regină a Spaniei), Maria Luisa a devenit de la început prima doamnă de la curte. Soțul ei era fiul și moștenitorul regelui Carol al III-lea al Spaniei anterior Duce de Parma și rege al Neapolelui și Siciliei.
Faimosul artist spaniol Goya i-a pictat câteva portrete. Adesea a fost descrisă de contemporani ca fiind urâtă (deși drăguță în tinerețe), vicioasă, grosieră care l-a dominat pe rege. A avut rivalități bine cunoscute cu Ducesa de Alba, Ducesa de Osuna și cu cumnata sa, Maria Carolina, regină a Neapolelui. Frumusețea ei a fost distrusă de multele sarcini - printre altele și-a pierdut dinții - însă a făcut eforturi să arate bine și să se îmbrace elegant; avea brațe frumoase și adesea îmbrăca rochii fără mâneci pentru a le scoate în evidență.
Maria Luisa și-a dominat soțul și se crede că a avut mulți iubiți însă nu există nici o dovadă că Maria Luisa a avut vreun iubit. Zvonurile spuneau că primul ministru Manuel de Godoy a fost amantul său vreme îndelungată. Maria Luis a fost o regină nepopulară și de asemenea, a avut o reputație proastă în istorie, în special din cauza presupuselor sale aventuri și a sprijinului său politicii pro-franceze care nu s-a dovedit bună pentru Spania. În 1792, la sugestia ei, s-a creat Ordinul reginei Maria Luisa, ordin acordat numai femeilor.
Maria Luisa nu s-a înțeles cu nora ei Prințesa Maria Antonia de Napole și Sicilia, deoarece prințesa a încercat să-i submineze puterea, ghidată de mama ei, Maria Carolina. După mai multe avorturi spontane, Maria Antonia a murit de tuberculoză, o boală de care a suferit mai mulți ani. Potrivit memoriilor ducesei de Abrantes, se zvonea că ea a fost otrăvită de către Maria Luisa, deși nu există de fapt nici o dovadă că Maria Antonia a fost otrăvită.
Din cauza presiunii făcută de Napoleon, soțul ei abdicat de pe tronul Spaniei în 1808 și împreună cu Maria Luisa și Godoy și-a petrecut restul vieții în exil. Când armata lui Napoleon a invadat țara, mai multe pamflete i-au acuzat pe ei pentru asta. Maria Luisa a petrecut câțiva ani în Franța apoi la Roma, Italia. Atât Luisa Maria cât și soțul ei au murit în Italia, la începutul anului 1819.

## Copii
Cei 14 copii ai Mariei Luisa au fost:
- Carlos Clemente (19 septembrie 1771 – 7 martie 1774)
- Carlota Joaquina (25 aprilie 1775 – 7 ianuarie 1830), prin căsătorie a devenit regină a Portugaliei
- Maria Luisa (11 septembrie 1777 – 2 iulie 1782)
- Maria Amalia (9 ianuarie 1779 – 22 iulie 1798), căsătorită în 1795 cu unchiul ei Infantele Antonio Pascual al Spaniei (1755-1817), fără copii
- Carlos Domingo (5 martie 1780 – 11 iunie 1783)
- Maria Luisa (6 iulie 1782 – 13 martie 1824), prin căsătorie a devenit regină a Etruriei
- Carlos  Francisco (5 septembrie 1783 – 11 noiembrie 1784)
- Felipe Francisco (5 septembrie 1783 – 18 octombrie 1784)
- Ferdinand al VII-lea al Spaniei (14 octombrie 1784 – 29 septembrie 1833), i-a succedat tatălui său ca rege al Spaniei
- Carlos, Conte de Molina (29 martie 1788 – 10 martie 1855), mai târziu, primul pretendent carlist. Copii: 3 fii.
- Maria Isabella (6 iunie 1789 – 13 septembrie 1848), s-a căsătorit cu regele Francisc I al celor Două Sicilii
- Maria Teresa (16 februarie 1791 – 2 noiembrie 1794)
- Felipe Maria (28 martie 1792 – 1 martie 1794)
- Francisco Antonio de Paula, Duce de Cadiz (10 martie 1794 – 13 august 1865). S-a căsătorit cu nepoata sa, Prințesa Luisa Carlotta de Neapole și Sicilia; a avut 11 copii.